# Hydriomena constricta
Hydriomena constricta är en fjärilsart som beskrevs av Embrik Strand 1904. Hydriomena constricta ingår i släktet Hydriomena och familjen mätare. Inga underarter finns listade i Catalogue of Life.